# Slips
Slips fou un grup vallesà de música format la dècada de 1990 a partir dels membres d'altres formacions musicals, que començar a tocar plegats per interpretar funk i rap, amb poca sortida comercial, sent considerats com els pioners de la música negra al nostre país. Han compost sintonies per a ràdio i televisió i van guanyar el premi al Millor disc de l'any, atorgat per Ràdio 4 amb Sexy Flash Funk, considerat un dels 100 millors discos del Rock i la Cançó en català segons el número 100 de la revista Enderrock.

## Discografia
- MCMXCII (DiscMedi, 1992)
- Sexy Flash Funk (DiscMedi, 1994)
- Contraatac Funk! (Music Bus, 2007)
- Profunk Forte (Mycd Records, 2013)